# Radnički Belgrade
Le Radnički Belgrade est un club omnisports de Belgrade. Il comprend plusieurs sections sportives dont certaines ont évolué au plus haut niveau :
- la section de basket-ball masculin ;
- la section de football masculin ;
- la section de handball féminin ;
- la section de volley-ball féminin.